# Скуби-Ду! Друштво за демистеризацију
Скуби-Ду! Друштво за демистеризацију (енгл. Scooby-Doo! Mystery Incorporated) је једанаесто остварење Хана-Барбериног Скуби-Дуа. Серију су продуцирали Варнер Брос. Анимејшон и Картун нетворк. Прва сезона серије је премијерно почела са приказивањем на Картун нетворку 5.априла, 2010.год. у Сједињеним Америчким Државама. У Србији је приказана синхронизована верзија 1. сезоне на ТВ Ултри. Српску синхронизацију радио је студио Loudworks.
На телевизији Б92 су се од зиме 2021. године емитовале обе сезоне са титловима на српском језику.

## Радња
Ова серија се разликује од осталих делова по много чему. Друштво чине Фред Џонс, Дафне Блејк, Велма Динкли, Шеги Роџерс и Скуби Ду али у тинејџерским годинама. Они живе у измишљеном граду Лагуни Кристал, граду познатом по натприродним створењима. Кроз серију можемо упознати и њихове родитеље по наособ. Такође се рађа и нова љубав између Шегија и Велме.

## Улоге
| Лик                         | Глас |
| --------------------------- | ---- |
| Скуби Ду                    |      |
| Шеги                        |      |
| Фред                        |      |
| Велма                       |      |
| Дафни                       |      |
| Мистер И                    |      |
| Шериф                       |      |
| Фред Сениор (градоначелник) |      |
| Перикле                     |      |
| Колтон                      |      |
| Нен                         |      |
| Енџи                        |      |
| Енџел                       |      |

## Списак епизода

### Сезона 1
| Епизоде                                   |
| ----------------------------------------- |
| 1. Чувај се чудовишта из подземља         |
| 2. Језива створења                        |
| 3. Тајна уклетог камионџије               |
| 4. Освета Крабамена                       |
| 5. Мистериозна песма                      |
| 6. Легенда о Алис Меј                     |
| 7. Страх од Фантома                       |
| 8. Патуљков дом                           |
| 9. Борба Џинонаута                        |
| 10. Урлик пакленог пса                    |
| 11. Течна младост                         |
| 12. Лудило демона                         |
| 13. Кад цврчак позове                     |
| 14. Државно такмичење детективских тимова |
| 15. Дивља екипа                           |
| 16. Где Афродита хода                     |
| 17. Бекство из Виле мистерија             |
| 18. Тајна змаја                           |
| 19. Кошмар                                |
| 20. Сиренина песма                        |
| 21. Напад Мантикоре                       |
| 22. Напад безглавог ужаса                 |
| 23. Проклетство Лагуне Кристал            |
| 24. Зомби закон                           |
| 25. Пијон сенки                           |
| 26. Плашите се наказе                     |